# Raúl Ruiz
Raúl Ruiz Pino (Puerto Montt, 25 de julio de 1941-París, 19 de agosto de 2011), fue un cineasta chileno y un teórico del cine radicado por 37 años en Francia, país en el que se exilió luego de que ocurriera en Chile el golpe de Estado del 11 de septiembre de 1973.
Formó parte de una generación de directores chilenos que cambiaron el cine nacional, aportando una renovación del lenguaje cinematográfico, en consonancia con lo que ocurría en el resto de los países de América Latina y ya había acontecido en algunos países europeos. Si bien como persona Ruiz expresó sus ideas políticas, se distanció como realizador de la obra de autores políticamente comprometidos, como Miguel Littín, Helvio Soto y Patricio Guzmán. Gradualmente se le catalogó como un autor distinto, que creaba películas cada vez más creativas, surrealistas, irónicas, oníricas y experimentales. Es considerado como el cineasta chileno más importante de la historia. En el cine mundial brilla por su originalidad y productividad, ya que su filmografía es inmensa y abarca diversos géneros y duraciones.

## Biografía
En sus primeros años, su familia migró desde Puerto Montt a Santiago. Una vez en la capital, a los quince años, se vinculó a grupos de teatro experimental. Entre 1956 y 1962 habría escrito ya un centenar de obras dramáticas de vanguardia. Mientras tanto, comenzó estudios universitarios de derecho y teología.
El primer acercamiento al cine fue como director del cortometraje La maleta, de 1963, que pudo ser finalizado recién en 2008 gracias al apoyo de la Cineteca de la Universidad de Chile y el Festival Internacional de Cine de Valdivia, donde fue estrenado en exclusiva. Siguió un par de producciones que también fueron abandonadas, entre las que cuenta el que sería su primer largometraje, El tango del viudo. Luego dirigió y montó el programa deportivo Goles y Marcas, conducido por Sergio Brotfeld, para el Canal 9 en alguna fecha entre 1963 y 1968 (cuando esa estación televisiva aún funcionaba en los estudios de Chilefilms) y era parte de la Universidad de Chile.
En 1968 termina su primera película, Tres tristes tigres, un largometraje basado en la obra de teatro homónima de Alejandro Sieveking; narra el deambular nocturno de tres personajes sin mayor futuro, en el que ya es posible encontrar muchos elementos de su estilo posterior. El trabajo no tuvo mayor repercusión comercial en su época, pero si sería muy bien evaluado por la crítica nacional e internacional, y décadas después sería rescatada por la academia, como uno de sus mejores trabajos en Chile.
Tras realizar un curso de cine en Argentina —única educación cinematográfica formal que recibió—, vino una serie de trabajos con temáticas políticas: Militarismo y tortura (1969), La colonia penal (1970), basado en el escrito En la colonia penitenciaria (1919) de Franz Kafka, y la accidentada ¿Qué hacer?, del mismo año, considerada «como la primera película abiertamente “política”» de su obra del cineasta y cuyo título remite ¿Qué hacer? al famoso ensayo de Vladímir Lenin. Dirigida junto con Saul Landau y Nina Serrano, y con música de Los Jaivas, Ruiz renegó siempre su inclusión en los créditos, cuestionando su propia autoría del filme.
Entre 1969 y 1972 fue profesor de cine del Instituto de Arte de la Universidad Católica de Valparaíso y de la Escuela de Artes de la Comunicación de la Pontificia Universidad Católica, en Santiago. En esta época Ruiz también hizo un par de cortometrajes al alimón con su esposa Valeria Sarmiento, que montará gran parte de sus películas hasta el final. Durante los primeros meses de 1973 rodó  Palomita Blanca, adaptación libre de la popular novela del escritor chileno Enrique Lafourcade, que narra la historia y el romance de una chica de clase baja con un muchacho adinerado, pero hippie. La música de dicho filme es de Los Jaivas. El filme no pudo ser estrenado, fue sacado con dificultades del país y estrenado recién en 1992, en Chile.
El 11 de septiembre de 1973, día del golpe militar encabezado por el general Augusto Pinochet, iba a iniciar el rodaje de una nueva película, titulada Interferencias con Bélgica Castro, Alejandro Sieveking, María Elena Duvauchelle y Julio Jung. El filme se basaba en un hecho real: la muerte por asfixia de un obrero en Concepción, que trabajaba como nochero de una antena gubernamental que interfería la señal del opositor Canal 13, el cual no contaba con autorización oficial para transmitir en esa parte del país. El argumento, basado en investigaciones policiales, presentaba como autor intelectual del homicidio al sacerdote Raúl Hasbún, director del canal televisivo y anticomunista acérrimo. La película, debido al golpe, no pudo ser iniciada.
Apenas pudo, Ruiz huyó a Argentina, y a principios de 1974 se exilió en Francia. Ese mismo año rodó ya Diálogos de exiliados, que llamó la atención de la crítica, pero que provocó molestia por abordar con ironía el tema del exilio chileno. Y enseguida destacó con filmes como La vocación suspendida (1977) y un imaginativo La hipótesis del cuadro robado (1978), basados ambos en textos de Pierre Klossowski. Alcanzó notoriedad internacional a principios de los años 1980 con películas como El territorio (1981), Las tres coronas del marinero (1983), con guion suyo, y La isla del tesoro (1985), basada en la novela homónima de Robert Louis Stevenson.
Posteriormente, realizó otros filmes originales como La soledades (1992), Tres vidas y una sola muerte (1995), con Marcello Mastroianni, Genealogías de un crimen (1996), con Catherine Deneuve y Michel Piccoli (el novelista Patrick Modiano aparece en una escena). Más tarde hizo, con la misma actriz y con John Malkovich, El tiempo recobrado (1999), basado en la homónima última parte de En busca del tiempo perdido, la novela cumbre de Marcel Proust; Combate de amor en sueño (2000); Ese día (2003), con Piccoli; Días de campo (2004); las miniseries La recta provincia: Mitos y leyendas del campo chileno (2007) y la miniserie Litoral (2008).
Su penúltimo largometraje, Misterios de Lisboa (que se estrenó en 2010), fue ampliamente elogiado; es una película de cuatro horas y media basada en el largo relato novelesco, homónimo, del escritor portugués Camilo Castelo Branco; en 2011 apareció una versión más larga, en seis partes, para la televisión. Fue rodado en Portugal y producido, una vez más, por Paulo Branco. Trata de transmitir la cultura popular manteniendo un tono inactual, como sucede con Manoel de Oliveira; de hecho, en esa misma línea, Ruiz pensó en rodar otro Castelo Branco, el Libro negro de padre Dinis, que enlazaba con la  novela anterior.
A fines de 2009, en pleno rodaje de Misterios de Lisboa, le fue diagnosticado un cáncer hepático, y en marzo de 2010 fue trasplantado de hígado. Falleció el 19 de agosto de 2011 en París, Francia, pero antes pudo hacer La noche de enfrente.
Su mujer y colaboradora, Valeria Sarmiento, nacida en 1948, ha seguido rodando, haciendo uso de guiones y proyectos de su marido.

## Balance
Ruiz dirigió más de 200 obras cinematográficas. En ellas ocupó todos los soportes técnicos (35 mm., 16 mm. o video) y diversos formatos narrativos. De manera que incursionó indistintamente en producciones de bajo presupuesto, películas para televisión, miniseries y largometrajes de gran producción, en los que dirigió a grandes estrellas europeas y norteamericanas, como John Malkovich, Daryl Hannah, Marcello Mastroianni, Jean Reno, William Baldwin, Emmanuelle Béart, Martin Landau, Isabelle Huppert, Catherine Deneuve, John Hurt, Jim Jarmusch o Marisa Paredes.
Por otra parte, utilizó textos de muy diversos autores, incluyendo a grandes autores europeos, desde Camilo Castelo Branco, Honoré de Balzac y Marcel Proust, hasta Kafka, Jean Giono o Klossowski. Además de su permanente mirada a la literatura europea, Raúl Ruiz mostró un activo interés por el folclore, especialmente la mitología chilota, los cuentos campesinos y la poesía popular (los payadores); la literatura criollista y variados escritores que buscaron representar el habla y las paradojas de la idiosincrasia chilena. Entre los textos que adaptó o citó en sus películas se encuentran obras de: Federico Gana, Mariano Latorre, Joaquín Edwards Bello, Diego Dublé Urrutia, Romeo Murga, Hernán del Solar, Gabriela Mistral, Enrique Lafourcade, Alejandro Sieveking, Violeta Parra, entre otros.  
La primera retrospectiva en España la llevó a cabo la Filmoteca Española, en 1979, y en 1983 se promovió un segundo ciclo en el Festival de cine de Alcalá de Henares (en colaboración de nuevo con la Filmoteca Española). En abril de 2016, la Cinematheque Française le dedica un enorme homenaje, con la proyección de 80 de sus filmes, entre otras actividades. La Cineteca Nacional de Chile ha preparado un homenaje a su obra, titulado "¡Celebremos a Ruiz!", que —entre el 5 de julio y el 31 de agosto de 2016— presentará una veintena de sus filmes, diez de ellos recientemente restaurados y algunos de ellos nunca vistos en el país. Como parte del homenaje también habrá conferencias dictadas por expertos de la Cineteca Francesa y un coloquio académico, realizado en conjunto con el Instituto de Estética de la Facultad de Filosofía de la UC. 
Adicionalmente, incursionó dos veces en la ópera, asumiendo la dirección artística de montajes de este género. En 2003 realizó para la Ópera de Lyon la dirección de escena, escenografía e iluminación del estreno mundial de Medea, de la compositora Michele Reverdy (ópera basada en la novela homónima de Christa Wolf). Antes, en 1995, dirigió en Italia La púrpura de la rosa, de Tomás de Torrejón y Velasco.
En 1983 la revista francesa Cahiers du Cinéma, referente de la vanguardia cinematográfica francesa, le dedicó un número especial a Ruiz, lo que da una idea del tipo de repercusión internacional que alcanzó como artista.

"Un número entero consagrado a un cineasta, eso no se veía desde hacía tiempo en los 'Cahiers'. Recordamos sí el especial Eisenstein en 1971, el número 300 de Godard y los 'fuera de serie': Welles, Pasolini, o Hitchcock. Ahora es el turno de Raúl Ruiz, el cineasta más prolífico de nuestro tiempo, aquel cuya filmografía es casi imposible establecer, por lo diversa y multiforme que resulta ser su producción desde hace más de veinte años. Raúl Ruiz, un cineasta que navega entre Lisboa, Rótterdam y París, lejos de su lugar de partida, Santiago de Chile, donde no se siente a gusto para vivir".
Cahiers du Cinéma

Obtuvo en 1986 el Premio Mejor Cineasta del Año otorgado por el Festival de París. En 1997 el gobierno chileno le entregó el Premio Nacional de Artes de la Representación y Audiovisuales. El mismo año ganó un Oso de Plata en el Festival de Berlín por una «extraordinaria contribución artística» con Genealogías de un crimen.
Con Misterios de Lisboa ganó en 2010 la Concha de plata al Mejor Director, en el Festival Internacional de Cine de San Sebastián. y en marzo del año siguiente la Universidad de Valparaíso le otorgó el título de doctor honoris causa.
Aparecido en 2013, en Santiago de Chile, Ruiz: Entrevistas escogidas - filmografía comentada es un libro fundamental prácticamente «suyo», dada la recuperación selecta de sus mejores diálogos, unida a una memoria final de Ruiz, 2009 (o Apologia pro vita sua). En sus páginas aparece continuamente su sentido del humor, su distanciamiento amable, su gran inteligencia, su complejidad mental, su afán indagador en las "realidades". Rechaza, por ejemplo, que la producción de un film, como le decía un austriaco, siga la secuencia concepto-preparación-ejecución: "no, primero ejecución, luego preparación, luego re-ejecución, después re-preparación; así varias veces y al final (con suerte), concepto".

## Su cine
Se ha afirmado acerca del trabajo cinematográfico de Ruiz:

«Todo el cine de Ruiz es un cine “torcido”, porque es visto a través de curiosos prismas, siempre desnaturalizando la perspectiva clásica: un cine de “tuerto” (que es el título de una de sus películas). Así como cada plano ruiziano lleva una marca, una cifra, o un secreto (un poco como Welles, y los más grandes), una torsión, él propone ejes de toma de vista imposibles, usa todos los trucos...».
Cahiers du Cinéma

«...digamos de inmediato que Ruiz no es un realizador “popular”; es, por el contrario, un cineasta “difícil”, que no sólo elige, a menudo, temas complejos, sino que desarrolla un estilo narrativo que rehúye los caminos rectilíneos: las pistas están siempre cruzadas, sus historias plagadas de claves (o de trampas) y la emoción aplastada por el juego predominantemente intelectual. Nuestro autor ama la paradoja y la ironía, practica un humor irreverente y corrosivo: se ríe de todos; incluso de sí mismo, y de todo (o de casi todo). Entusiasta de la travesura experimental, está constantemente improvisando, inventando imágenes visuales y verbales, tratando de descubrir cien maneras diferentes de contar una misma historia».
Jacqueline Mouesca y Carlos Orellana Carlos

## Filmografía

### Chile, primera época
- 1963: La maleta, cortometraje
- 1964: El regreso, cortometraje
- 1967: El tango del viudo
- 1968: Tres tristes tigres, adaptación de la obra de teatro homónima de Alejandro Sieveking
- 1969: Militarismo y tortura, cortometraje
- 1970: ¿Qué hacer?
- 1970: La colonia penal, basada en la obra de Franz Kafka
- 1971: Nadie dijo nada
- 1971: Ahora te vamos a llamar hermano, cortometraje
- 1972: Los minuteros, cortometraje
- 1972: Poesía popular: la teoría y la práctica, cortometraje
- 1972: La expropiación
- 1973: El realismo socialista
- 1973: Palomita blanca, basada en la novela homónima de Enrique Lafourcade.

### Francia, tras su exilio
- 1974: Diálogos de exiliados (Dialogue d'exilés)
- 1975: Utopía, improvisación de una hora sobre el cuerpo al revés
- 1976: Sotelo, cortometraje sobre el pintor Sotelo.
- 1977: Colloque de chiens, cortometraje de ficción
- 1977: La vocation suspendue (La vocación suspendida)
- 1977: Utopía, o El cuerpo disperso y el mundo al revés
- 1978: L'Hypothèse du tableau volé (La hipótesis del cuadro robado)
- 1978: Les divisions de la nature, cortometraje documental
- 1978: De grands événements et des gens ordinaires,  largometraje documental
- 1979: Jeux, video para el Centre G. Pompidou (Juegos), largometraje documental
- 1979: Petit manuel d'histoire de France, largometraje de encargo
- 1981: Le territoire (The Territory, El territorio)
- 1982: Het dak van de Walvis (El techo de la ballena)
- 1983: Les Trois couronnes du matelot (Las tres coronas del marinero)
- 1983: La ville des pirates (Ciudad de los piratas)
- 1984: Point de fuite (Punto de fuga)
- 1984: Manoel dans l'île des merveilles
- 1984: Lourdes, cortometraje documental de encargo
- 1984: La presence réelle, encargo del INA
- 1985: L'Île au trésor (La isla del tesoro, Treasure Island), basada en la novela homónima de Robert Louis Stevenson
- 1985: L'Éveillé du pont de l'Alma
- 1986: Dans un miroir
- 1986: Mammame, largometraje de danza
- 1987: Le professeur Taranne, largometraje de ficción
- 1987: La chouette aveugle
- 1988: Tous les nuages sont des horloges, cortometraje de ficción sobre una novela suya
- 1990: The Golden Boat
- 1990: La telenovela errante, película inacabada y completada por Valeria Sarmiento en 2017
- 1991: Amelia Lopes O'Neill
- 1992: La soledades, cortometraje
- 1993: Fado majeur et mineur
- 1994: Capítulo 66, codirigido con Luis Ospina
- 1995: À propos de Nice, la suite, Cortometraje (Promenade)
- 1995: Trois vies et une seule mort (Tres vidas y una sola muerte)
- 1996: Généalogies d'un crime (Genealogías de un crimen)
- 1998: Jessie (Shattered Image)
- 1999: Le temps retrouvé (El tiempo recobrado), basada en la última parte de la novela En busca del tiempo perdido, de Marcel Proust.
- 2000: Combat d'amour en songe (Combate de amor en sueño)
- 2000: Comédie de l'innocence (La comedia de la inocencia)
- 2001: Les Âmes fortes, adaptación de la novela homónima (1949) de Jean Giono
- 2002: Cofralandes, rapsodia chilena
- 2003: Ce jour-là (Ese día)
- 2003: Une place parmi les vivants
- 2004: Días de campo (Journée à la campagne)
- 2005: Le Domaine perdu
- 2006: Klimt, encargo-ficción sobre el pintor austriaco
- 2007: Chacun son cinéma ou Ce petit coup au coeur quand la lumière s'éteint et que le film commence, serie de cortometrajes
- 2007: La recta provincia, miniserie de cuatro capítulos sobre el campo de Chile
- 2008: Litoral, miniserie chilena
- 2008: La maison Nucingen (Nucingen House, Nucingen Haus), adaptación de la novela homónima (1838) de Honoré de Balzac.
- 2009: A Closed Book
- 2010: Misterios de Lisboa, adaptación de la novela homónima (1854) de Camilo Castelo Branco
- 2012: La noche de enfrente, última película de Ruiz, basada en tres cuentos de Hernán del Solar; fue estrenada en el Festival de Cannes

### Libros de Ruiz
- Livre des disparitions, livre des tractations, en francés; París, Editorial Dis Voir, 1990
- Le Convive de pierre, en francés; Actes Sud, 1992
- El transpatagónico, junto con Benoît Peeters; Grijalbo, 1995 (trad. Cristóbal Santa Cruz). ISBN 956-262-097-2
- Entretiens, en francés; Editions Hoebeke, 1999. ISBN 2842300823
- Poética del cine, Editorial Sudamericana, 2000 (trad. Waldo Rojas). ISBN 956-262-097-2
- Poetics of Cinema, 2, en inglés; Dis Voir, 2007 (trad. Carlos Morreo)
- A la poursuite de l'île au trésor, en francés; Dis Voir, 2008. ISBN 978-2-914563-39-0
- L'esprit de l'escalier, en francés; Fayard, París, 2012. ISBN 9782213644363
- Ruiz: Entrevistas escogidas - filmografía comentada, Santiago de Chile, Ediciones UDP, 2013, editado por Bruno Cuneo. ISBN 978-956-314-204-4, con toda su filmografía comentada por él y un epílogo de Ruiz.
- Poéticas del cine, Santiago de Chile, Ediciones UDP, 2013, traducido por Alan Pauls. ISBN 978-956-314-218-1
- Diario. Notas, recuerdos y secuencias de cosas vistas, Santiago de Chile, Ediciones UDP, 2017, editado por Bruno Cuneo.
- Duelos y quebrantos, Mundana Ediciones, 2019, editado por Bruno Cuneo. ISBN 978-956-09071-3-4
- A Nine-Year-Old Aviator, en inglés; Dis Voir, 2021, traducido por Paul Buck y Catherine Petit. Ilustraciones por Camila Mora Scheihing. ISBN 9782914563994.
- Edipo hiperbóreo. Una antología de fábulas sobre el exilio y la tiranía, Overol, 2023, traducido y editado por Elisa Chaim. ISBN 9789566137269
- Escritos repartidos, Ediciones UDP, 2024, seleccionado por Bruno Cuneo. ISBN 978-956-314-582-3

### Libros sobre Ruiz
- Raúl Ruiz, Alcalá de Henares, Filmoteca española, 1983. ISBN 84-398-0259-5.
- Spécial: Raoul Ruiz, en francés; Cahiers du cinéma 345, marzo de 1983.
- Christine Buci-Glucksmann y Fabrice Revault d'Allonnes. Raoul Ruiz, en francés; Dis Voir, 1987. ISBN 0-97518-690-6
- Dominique Bax, Benoît Peeters, Raoul Ruiz y Cyril Béghin. Théâtres au cinéma N° 14: Raoul Ruiz, en francés; Editions du Collectionneur, 2003. ISBN 2-912561-08-6
- Christine Buci-Glucksmann y otros. Conversaciones con Raúl Ruiz, Santiago de Chile, Ediciones UDP, 2003. ISBN 956-7397-48-1
- Helen Bandis, Adrian Martin y Grant McDonald (eds.). Raúl Ruiz: Images of Passage, en inglés; Rouge Press, 2004. ISBN 0-97518-690-6
- Adrian Martin y Raúl Ruiz. Raúl Ruiz: Sublimes obsesiones, Buenos Aires, Editorial Altamira, 2004. ISBN 9879423070
- Richard Bégin. Baroque cinématographique: Essai sur le cinéma de Raoul Ruiz, en francés; Les Presses Universitaires de Vincennes, 2009. ISBN 978-2-84292-235-1
- Valeria de los Ríos y Iván Pinto (eds.). El cine de Raúl Ruiz. Fantasmas, simulacros y artificios, con participación de Jonathan Rosenbaum, Adrian Martin, Christine Buci-Glucksmann y otros, Santiago de Chile, Uqbar Editores, 2010. ISBN 978-956-8601-78-2
- Cristián Sánchez Garfias. Aventura del cuerpo: El pensamiento cinematográfico de Raúl Ruiz, Santiago de Chile, Ocho Libros Editores, 2011. ISBN 9789563350494
- Verónica Cortínez y Manfred Engelbert. La tristeza de los tigres y los misterios de Raúl Ruiz, Santiago de Chile, Cuarto Propio, 2011. ISBN 978-956-260-000-0
- Miguel Marías, Jonathan Rosenbaum, François Margolin y otros, Raúl Ruiz, Madrid, Cátedra, 2012. ISBN 978-84-376-2998-8
- Michael Goddard, The Cinema of Raúl Ruiz: Impossible Cartographies, en inglés; Wallflower Press (Directors' Cuts), 2013. ISBN 978-0-231-16731-4
- Benoît Peeters y  Guy Scarpetta. Raoul Ruiz, le magicien, en francés; Bruselas, Les Impressions nouvelles (Réflexions faites), 2015. ISBN 978-2874493041
- Fernando Pérez Villalón. La imagen inquieta. Juan Downey y Raúl Ruiz en contrapunto; Catálogo, 2016. ISBN 9789569720055
- Consejo Nacional de la Cultura y las Artes (CNCA). Un viaje al cine de Raúl Ruiz: Cuaderno Pedagógico; Santiago de Chile, Gobierno de Chile, 2016. ISBN 978-956-352-165-8
- Ignacio Latorre y Yerko Corovic. Raúl Ruiz: Recobrando el tiempo, Santiago de Chile, Cuarto Propio, 2017. ISBN 978-956-260-863-3
- Mónica Villarroel (ed.). De Ruiz a la utopía contemporánea del cine chileno y latinoamericano, LOM Ediciones, 2017.
- Andreea Marinescu y Ignacio López-Vicuña (eds.). Raúl Ruiz's Cinema of Inquiry, en inglés; Wayne State University Press, 2017. ISBN 9780814341063
- Verónica Cortínez (ed.). Fértil provincia y señalada: Raúl Ruiz y el campo del cine chileno, Cuarto Propio, 2018.
- Valeria de los Ríos. Metamorfosis. Aproximaciones al cine y la poética de Raúl Ruiz, Metales Pesados, 2019.
- Sergio Navarro Mayorga. La naturaleza ama ocultarse: El cine chileno de Raúl Ruiz (1962-1975), Metales Pesados, 2019.
- Yenny Cáceres. Los años chilenos de Raúl Ruiz, Catalonia, 2019. ISBN 9789563247350
- Ignacio Albornoz e Iván Pinto (eds.). Raúl Ruiz: Potencias de lo múltiple, Metales Pesados, 2023.
- Ignacio Albornoz Fariña (ed.). Ruiz de lejos: 27 artefactos críticos (1977-1987), Bastante, 2024.

## Premios y distinciones
| Año  | Evento                                                | Categoría                                                                              | Obra                                              | Resultado |
| ---- | ----------------------------------------------------- | -------------------------------------------------------------------------------------- | ------------------------------------------------- | --------- |
| 2018 | Festival Internacional de Cine de Cartagena de Indias | India Catalina de Oro - Mejor Película                                                 | La telenovela errante (junto a Valeria Sarmiento) | Nominado  |
| 2018 | Festival Internacional de Cine UNAM                   | Puma - Competición Internacional                                                       | La telenovela errante (junto a Valeria Sarmiento) | Nominado  |
| 2018 | Festival Transatlantyk: Lodz                          | Premio a la Distribución Transatlantyk - Nuevo Cine                                    | La telenovela errante (junto a Valeria Sarmiento) | Nominado  |
| 2017 | Festival Internacional de Cine de Locarno             | Leopardo de Oro - Mejor Película                                                       | La telenovela errante (junto a Valeria Sarmiento) | Nominado  |
| 2017 | Premios Cóndor de Plata de la ACCA                    | Mejor Película Iberoamericana                                                          | Misterios de Lisboa                               | Nominado  |
| 2013 | Festival de Cine de Múnich                            | Premio ARRI/OSRAM - Mejor película internacional                                       | La noche de enfrente                              | Nominado  |
| 2012 | Festival de Cannes                                    | Premio C.I.C.A.E.                                                                      | La noche de enfrente                              | Nominado  |
| 2012 | Premios de la Sociedad Internacional de Cinéfilos     | Mejor Director                                                                         | Misterios de Lisboa                               | Nominado  |
| 2012 | Premios Internacionales de Cine Online (INOCA)        | Mejor Película en lengua no inglesa                                                    | Misterios de Lisboa                               | Nominado  |
| 2011 | Premios del Círculo de Críticos de Cine de Nueva York | Premio Especial (póstumo)                                                              | —                                                 | Ganador   |
| 2011 | Globos de Oro (Portugal)                              | Mejor Película (junto con Paulo Branco)                                                | Misterios de Lisboa                               | Ganador   |
| 2011 | Premios CinEuphoria                                   | Top Ten del año - Premio del público                                                   | Misterios de Lisboa                               | Ganador   |
| 2011 | Premios CinEuphoria                                   | Mejor Película - Competencia Nacional (junto con Paulo Branco)                         | Misterios de Lisboa                               | Ganador   |
| 2011 | Premios CinEuphoria                                   | Mejor Película - Competencia Internacional (junto con Paulo Branco)                    | Misterios de Lisboa                               | Ganador   |
| 2011 | Premios CinEuphoria                                   | Top Ten del año - Competencia internacional                                            | Misterios de Lisboa                               | Ganador   |
| 2011 | Festival de Cine de Adelaida                          | Premio Internacional de Largometraje - Mejor Largometraje                              | Misterios de Lisboa                               | Nominado  |
| 2011 | Premio Autores de Portugal                            | Mejor Película                                                                         | Misterios de Lisboa                               | Nominado  |
| 2011 | Premio de Encuesta de Crítica de IndieWire            | Mejor Director (4.º lugar)                                                             | Misterios de Lisboa                               | Nominado  |
| 2011 | Encuesta de cine de Village Voice                     | Premio VVFP - Mejor Director (3.º lugar)                                               | Misterios de Lisboa                               | Nominado  |
| 2010 | Festival Internacional de Cine de San Sebastián       | Concha de Plata - Mejor Director                                                       | Misterios de Lisboa                               | Ganador   |
| 2010 | Festival Internacional de Cine de San Sebastián       | Concha de Oro - Mejor Película                                                         | Misterios de Lisboa                               | Nominado  |
| 2010 | Premio Louis Delluc                                   | Mejor Película                                                                         | Misterios de Lisboa                               | Ganador   |
| 2010 | Muestra Internacional de Cine de São Paulo            | Premio de la Crítica                                                                   | Misterios de Lisboa                               | Ganador   |
| 2010 | Muestra Internacional de Cine de São Paulo            | Premio Humanitario                                                                     | —                                                 | Ganador   |
| 2007 | Festival de Cine de Roma                              | Maestro del Cine                                                                       | —                                                 | Ganador   |
| 2006 | Festival Internacional de Cine de Moscú               | Premio de la Federación Rusa de Clubes de Cine - Competición Internacional             | Klimt                                             | Ganador   |
| 2006 | Festival Internacional de Cine de Moscú               | San George de Oro                                                                      | Klimt                                             | Nominado  |
| 2006 | Festival de Cine de Lima                              | Premio de la Crítica - Primer Premio                                                   | Días de campo                                     | Ganador   |
| 2005 | Festival Internacional de Cine de Karlovy Vary        | Globo de Cristal                                                                       | Le domaine perdu                                  | Nominado  |
| 2004 | Festival Internacional de Cine de Montreal            | Gran Premio de las Américas                                                            | Días de campo                                     | Nominado  |
| 2003 | Festival Internacional de Cine de Mannheim-Heidelberg | Maestro del Cine                                                                       | —                                                 | Ganador   |
| 2003 | Festival de Cannes                                    | Palma de Oro                                                                           | El día aquel                                      | Nominado  |
| 2003 | Festival Internacional de Cine de Chicago             | Hugo de Oro                                                                            | El día aquel                                      | Nominado  |
| 2003 | Festival de Cine de Sitges                            | Mejor Película                                                                         | El día aquel                                      | Nominado  |
| 2002 | Festival Internacional de Cine de Montreal            | Premio Glauber Rocha                                                                   | Cofralandes, rapsodia chilena                     | Ganador   |
| 2002 | Festival Internacional de Cine de Montreal            | Premio FIPRESCI                                                                        | Cofralandes, rapsodia chilena                     | Ganador   |
| 2002 | Festival Internacional de Cine de Montreal            | Gran Premio de las Américas                                                            | Cofralandes, rapsodia chilena                     | Nominado  |
| 2000 | Festival Internacional de Cine de Montreal            | Premio FIPRESCI                                                                        | Combat d'amour en songe                           | Ganador   |
| 2000 | Festival Internacional de Cine de Montreal            | Gran Premio de las Américas                                                            | Combat d'amour en songe                           | Nominado  |
| 2000 | Festival Internacional de Cine de Venecia             | León de Oro                                                                            | La comedia de la inocencia                        | Nominado  |
| 1999 | Festival de Cannes                                    | Palma de Oro                                                                           | El tiempo recobrado                               | Nominado  |
| 1999 | Premios ALMA                                          | Director Latino Destacado de Largometraje                                              | En brazos de mi asesino                           | Nominado  |
| 1997 | Festival Internacional de Cine de Berlín              | Oso de Plata - Contribución Artística Destacada                                        | Genealogías de un crimen                          | Ganador   |
| 1997 | Festival Internacional de Cine de Berlín              | Oso de Oro - Mejor Película                                                            | Genealogías de un crimen                          | Nominado  |
| 1996 | Muestra Internacional de Cine de São Paulo            | Premio de la Crítica                                                                   | Tres vidas y una sola muerte                      | Ganador   |
| 1996 | Festival de Cannes                                    | Palma de Oro                                                                           | Tres vidas y una sola muerte                      | Nominado  |
| 1993 | Festival de cine fantástico de Avoriaz                | Gran Premio                                                                            | El ojo que miente                                 | Nominado  |
| 1992 | Festival de Cannes                                    | Palma de Oro                                                                           | El ojo que miente                                 | Nominado  |
| 1992 | Festival de Cine de Sitges                            | Mejor Película                                                                         | El ojo que miente                                 | Nominado  |
| 1988 | Festival Internacional de Cine de Berlín              | Premio C.I.C.A.E. - Panorama                                                           | Brise-glace (junto a Terirem)                     | Ganador   |
| 1985 | Festival Internacional de Cine de Róterdam            | Premio KNF                                                                             | Manoel na Isla Das Maravilhas                     | Ganador   |
| 1983 | Festival de Cannes                                    | Palma de Oro                                                                           | Les trois couronnes du matelot                    | Ganador   |
| 1983 | Cahiers du Cinéma                                     | Premio a las 10 Mejores Películas - 7.º lugar (junto a L'enfant secret y Faux fuyants) | Les trois couronnes du matelot                    | Nominado  |
| 1982 | Cahiers du Cinéma                                     | Premio a las 10 Mejores Películas - 9.º lugar                                          | Les trois couronnes du matelot                    | Nominado  |
| 1980 | Premios César                                         | Mejor Cortometraje - Ficción                                                           | Colloque de chiens                                | Ganador   |
| 1972 | Festival Internacional de Cine de Mannheim-Heidelberg | Premio FIPRESCI - Competición Internacional                                            | ¿Qué hacer? (junto a Saul Landau y Nina Serrano)  | Ganador   |
| 1969 | Festival Internacional de Cine de Locarno             | Leopardo de Oro - Mejor Película                                                       | Tres tristes tigres                               | Ganador   |